# Тонков, Павел Сергеевич
Павел Сергеевич Тонков (род. 9 февраля 1969 года, Ижевск) — профессиональный советский и российский шоссейный велогонщик. Победитель (1996) и призёр (1997, 1998) гонки Джиро д’Италия, призёр Вуэльты Испании (2000), призёр чемпионата России на шоссе (2000). Основные успехи связаны с выступлениями за команду Lampre (Италия). Заслуженный мастер спорта России (2008).
Начал заниматься велоспортом в ДЮСШ «Импульс» в городе Ижевске, его тренером был Блинов Олег Виссарионович. Выступал за профессиональную итальянскую команду «Лямпре». Занимает третье место среди российских гонщиков по результатам в профессиональных гонках на шоссе в истории.
В 2005 году завершил карьеру. Стал владельцем отеля «La Hospederia del Atalia» в Кордове.